# Edward Motale
Edward Madumetja Motale (ur. 29 lipca 1966 w Mamelodi) – południowoafrykański piłkarz występujący na pozycji obrońcy.

## Kariera klubowa
W swojej karierze Motale występował między innymi w zespołach Dynamos Giyani oraz Orlando Pirates. Wraz z Orlando zdobył mistrzostwo Południowej Afryki (1994), a także Puchar Południowej Afryki (1997).

## Kariera reprezentacyjna
W latach 1994–1995 w reprezentacji Południowej Afryki Motale rozegrał 7 spotkań i zdobył 2 bramki. W 1996 roku został powołany do kadry na Puchar Narodów Afryki. Nie zagrał jednak na nim w żadnym meczu, a Południowa Afryka została zwycięzcą turnieju.